# Ořech (okres Praha-západ)
Ořech je vesnice v okresu Praha-západ ležící na jihozápadní hranici Prahy (západní hranice metropole překonávající městský okruh je zároveň východní hranicí Ořechu). V obci žije 979 obyvatel, její katastrální území je 478 ha a PSČ všech adres je 252 25.
Nejvýznamnější památkou je římskokatolický kostel Stětí svatého Jana Křtitele v samém centru Ořechu, poprvé doložený roku 1352. Zde také v letech 1895–1897 a 1909–1919 působil jako farář spisovatel Jindřich Šimon Baar (po něm také Baarovo náměstí v obci).

## Historie

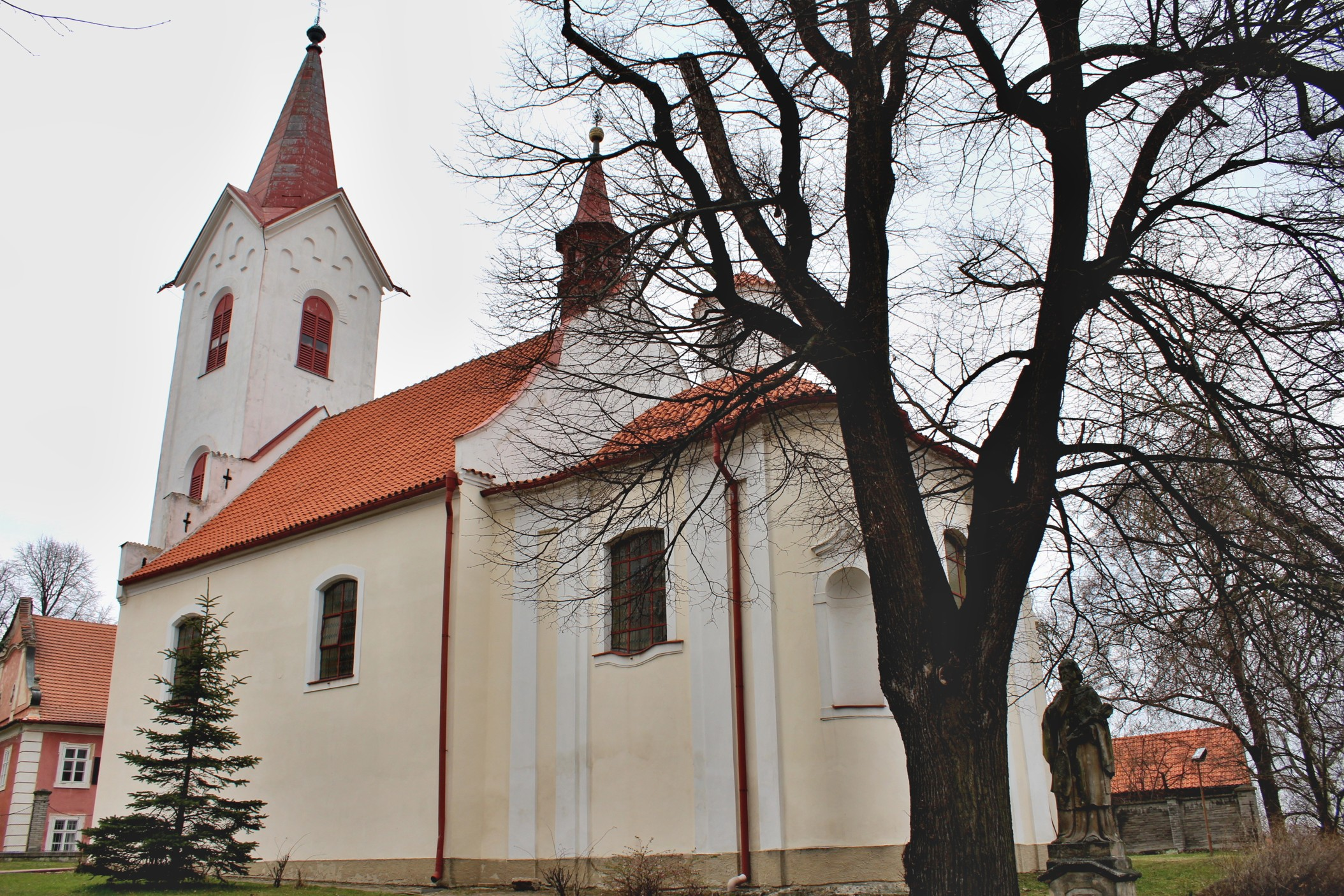
Památný kostel v Ořechu

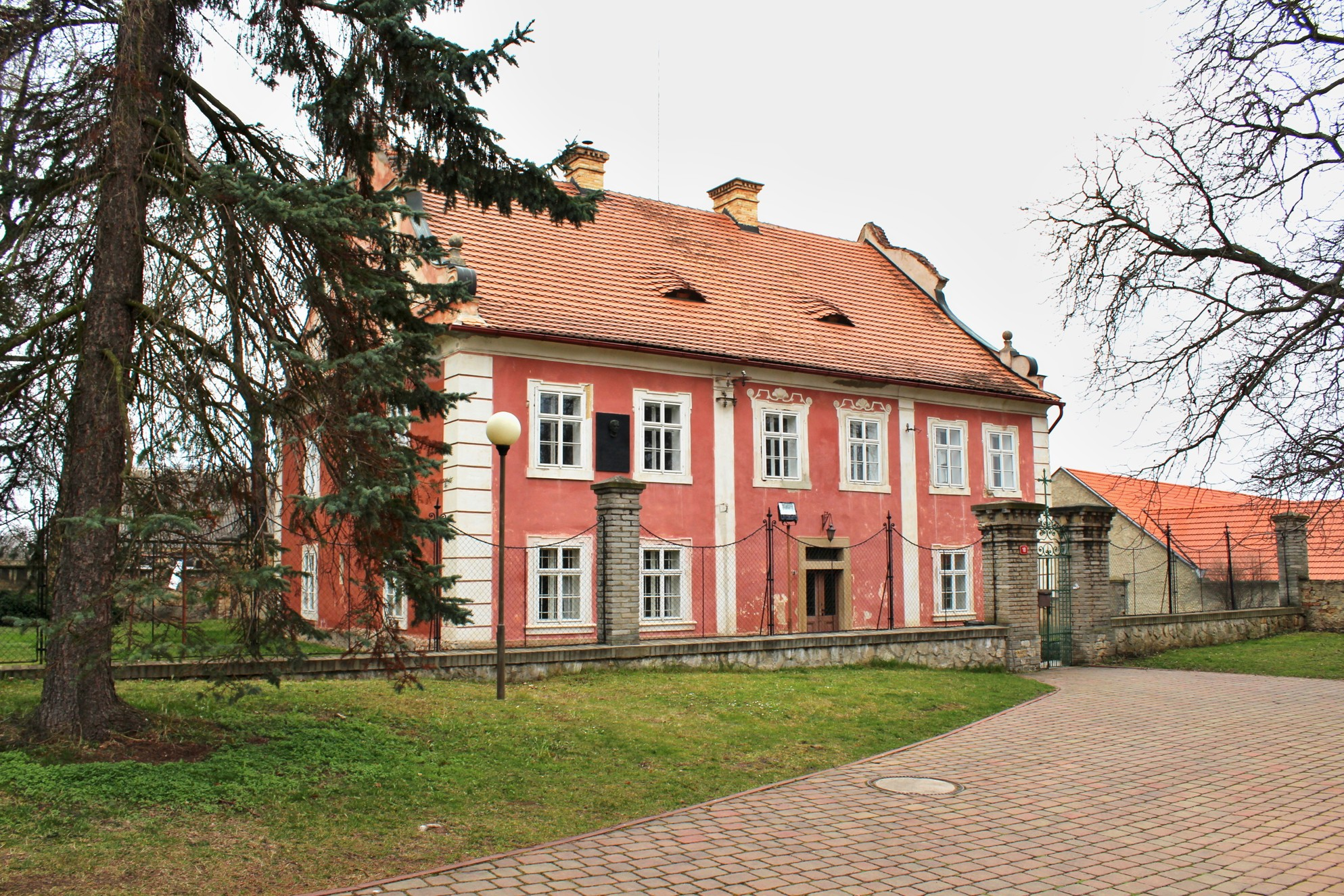
Fara u kostela, působiště J. Š. Baara

Nejstarší dochovanou zmínkou o Ořechu je záznam v darovací listině, kterou daroval v roce 993 kníže Boleslav II. mezi jinými i Ořech břevnovskému klášteru. V latinsky psané listině je obec uváděna jako Orech. Vedle Ořecha jsou uváděny i další obce a města.

### 14. století
Druhým dochovaným záznamem je dokončení stavby kostela Stětí svatého Jana Křtitele. Po barokních úpravách stojí dodnes. Kostel byl dostavěn v roce 1352.

### 15. století
Roku 1401 odkázal Ořech Bočkoun Petru Přimdovi, karlštejnskému purkrabí. Po Petrovi Přimdovi byli pány v Ořechu roku 1408 Beneš a Vilím z Ořecha, po nichž Hašek z Hospozína a jeho syn Strachota roku 1413, roku 1415 Hynek z Tismic, roku 1421 Václav z Ořecha, konšel hor Viničných.

### 16. století
První dochovaná zpráva z doby pohusitské je z roku 1515, kdy radní Nového Města pražského zakoupili v Ořechu poplužní dvůr i s lidmi, lesy a rybníky.

### 17. století
Teprve od druhé poloviny 17. století začínají mít staré záznamy svůj řád. Majetek je zapisován do gruntovních knih, jimž dala základ berní rula, lidé pak do matrik. Ořešská matrika byla založena v roce 1661, kdy do ní byly zapisovány první křty. Teprve od roku 1665 byly zapisovány svatby. Od roku 1666 i pohřby.

### 18. století
V roce 1713 zemřelo v Ořechu na morovou epidemii 11 lidí, v okolních vesnicích pak dohromady 78 lidí.
V padesátých letech 18. století se v Ořechu na návsi začala stavět nová škola. V roce 1754 pak byla škola dostavěna. Po očíslování domů měla číslo 11 a stála (přestavěná na obytný dům) do poloviny 80. let 20. století, kdy byla zbourána a na jejím místě byly postaveny garáže.

### Územněsprávní začlenění
Dějiny územněsprávního začleňování zahrnují období od roku 1850 do současnosti. V chronologickém přehledu je uvedena územně administrativní příslušnost obce v roce, kdy ke změně došlo:
- 1850 země česká, kraj Praha, politický i soudní okres Smíchov[4]
- 1855 země česká, kraj Praha, soudní okres Smíchov
- 1868 země česká, politický i soudní okres Smíchov
- 1927 země česká, politický okres Praha-venkov, soudní okres Praha-západ[5]
- 1939 země česká, Oberlandrat Praha, politický okres Praha-venkov, soudní okres Praha-západ[6]
- 1942 země česká, Oberlandrat Praha, politický okres Praha-venkov-sever, soudní okres Praha-západ[7]
- 1945 země česká, správní okres Praha-venkov-sever, soudní okres Praha-západ[8]
- 1949 Pražský kraj, okres Praha-západ[9]
- 1960 Středočeský kraj, okres Praha-západ
- 2003 Středočeský kraj, obec s rozšířenou působností Černošice

### Rok 1932
Ve vsi Ořech (662 obyvatel, katol. kostel) byly v roce 1932 evidovány tyto živnosti a obchody: družstvo pro rozvod elektrické energie v Ořechu, holič, 2 hostince, kamenický závod, kartáčník a štětkař, kolář, velkoobchod koloniálním zbožím, kovář, krejčí, obchod s mlékem, mlýn, 3 obuvníci, 2 prkaři, 2 řezníci, sadař, 4 obchody se smíšeným zbožím, spořitelní a záložní spolek pro Ořech, stavební družstvo, 2 trafiky, velkostatek metropolitní kapituly, 2 vetešníci, zámečník, 2 zedničtí mistři.

## Současnost

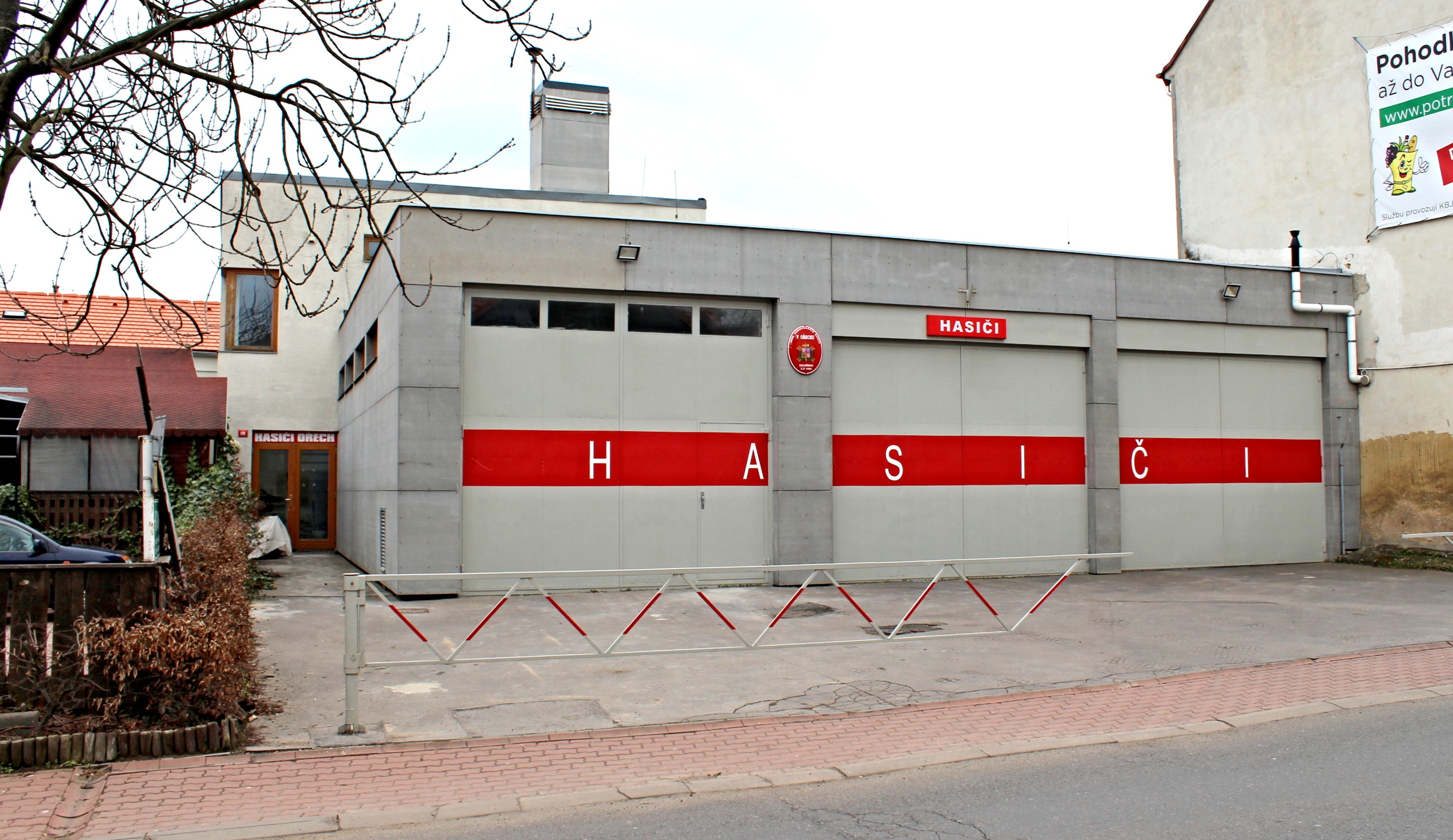
Moderní hasičská stanice

V obci vychází měsíčník Ořešský list, který informuje o událostech v obci za uplynulý měsíc. Obec má rovněž i vlastní školu (ZŠ Ořech - nynější budova školy byla postavena v roce 1900), mateřskou školku (MŠ Ořech), Sbor dobrovolných hasičů, JSDH Ořech (JPO III/2) a sportovní klub SK Viktorie Ořech (od roku 2010 – dříve Sokol Ořech). V obci se také nachází restaurant Rapír a tradiční Restaurace Ořech (od 30. let 20. století, tehdy se jmenovala U Majerů) a penzion u Barona Prášila.
Po roce 1990 zažívá Ořech velký rozvoj; staví se hlavně nové rodinné domy, a to jak na jihu, tak i západě obce.

## Doprava
Dopravní síť
- Pozemní komunikace – Do obce vedou silnice III. třídy. Okolo obce probíhá dálnice D0 (Pražský okruh) s exitem 19 (Řeporyje).

- Železnice – Železniční trať ani stanice na území obce nejsou. Nejblíže obci jsou ve vzdálenosti 1,5 km železniční stanice Praha-Řeporyje a železniční zastávka Zbuzany.

Veřejná doprava
- Autobusová doprava – Do obce byly v roce 1992 zavedeny vůbec první spoje Pražské integrovaná dopravy; současně byla zavedena i druhá linka PID do Hovorčovic.[11] V obci mají zastávky autobusové linky 301 Praha, Sídliště Stodůlky – Chýnice (v pracovních dnech 14 spojů, o víkendu 5 spojů) a 352 Praha, Sídliště Stodůlky – Jinočany (denně mnoho spojů) (dopravce Dopravní podnik hl. m. Prahy, a. s.)